# 奈良県指定文化財一覧
奈良県指定文化財一覧（ならけんしていぶんかざいいちらん）は奈良県指定の文化財や史跡等を一覧形式でまとめたものであるが、全てを掲載しているわけではない。

## 有形文化財

### 建造物
- 漢国神社本殿〔奈良市〕
- 氷室神社本殿〔奈良市〕
- 氷室神社表門及び東西廊〔奈良市〕
- 八坂神社本殿〔奈良市〕
- 金躰寺本堂〔奈良市〕
- 十輪院御影堂〔奈良市〕
- 旧柳生藩家老屋敷〔奈良市〕
- 志賀直哉旧居〔奈良市〕
- 吉川家住宅 〔橿原市〕
- 吉村家住宅 〔橿原市〕- 今井町。他に旧高市郡教育博物館、山尾家住宅も指定。
- 八木基督教会 〔橿原市〕

### 美術工芸品
- 能面〔奈良市〕
- 木造聖徳太子立像 〔橿原市〕 - 大窪寺跡観音堂
- 木造天部形立像 〔橿原市〕 - 十市町正覚寺。他に木造地蔵菩薩立像、木造大日如来坐像も指定。
- 木造十一面観音立像〔大和高田市〕-〔長谷本寺〕本尊。長谷寺と同木伝説も葛城地域に伝わる。一木造り。平安時代。
- 木造兜跋毘沙門天立像〔大和高田市〕-〔長谷本寺〕県内の兜跋毘沙門天の中でも保存状態が良い作の一つ。珍しい桜材の一木造り。平安時代

## 無形文化財
- 奈良晒の紡織技術〔奈良市〕

## 民俗文化財

### 有形
- 法華寺の浴室（カラブロ）〔奈良市〕

### 無形
- 邑地の神事芸能〔奈良市〕
- ほうらんや火祭 〔橿原市〕 - 東坊城町。
- 櫟原のオハキツキ〔平群町〕

## 史跡
- 塔の森〔奈良市〕
- 滝寺の磨崖仏〔奈良市〕
- 三陵墓古墳群〔奈良市都祁〕
- 石打城跡〔奈良市月ヶ瀬〕
- 尾山代遺跡〔奈良市月ヶ瀬〕
- 美努岡萬墓〔生駒市〕
- 郡山城跡〔大和郡山市〕
- 小泉大塚古墳〔大和郡山市〕
- 中山大塚古墳〔天理市〕
- 大和天神山古墳〔天理市〕
- 下池山古墳〔天理市〕
- 小谷古墳〔橿原市〕
- 岩船〔橿原市〕
- 益田池の堤 附樋管〔橿原市〕
- 谷首古墳〔桜井市〕
- ムネサカ1号墳〔桜井市〕
- 文殊院東古墳〔桜井市〕
- 越塚古墳〔桜井市〕
- 多武峯町石〔桜井市〕 - 談山神社参道におかれた町石のうち31基。
- 南阿田大塚山古墳〔五條市〕
- 荒坂窯跡〔五條市〕
- 浮田杜伝説地〔五條市〕 - 荒木神社の杜
- 権現堂古墳〔御所市〕
- 新宮山古墳〔御所市〕
- 首子古墳群〔葛城市〕
- 竹内古墳群〔葛城市〕
- 芝塚古墳〔葛城市〕
- 鳥谷口古墳〔葛城市〕
- 平林古墳〔葛城市〕
- 只塚廃寺〔葛城市〕
- 笛吹神社古墳〔葛城市〕
- 駒帰廃寺 附瓦窯跡〔宇陀市〕- 伝安楽寺
- 奥ノ芝1号墳・2号墳〔宇陀市〕
- 谷脇古墳〔宇陀市〕
- 大川遺跡〔山添村〕
- ツボリ山古墳〔平群町〕
- 西宮古墳〔平群町〕
- 三里古墳〔平群町〕
- 平隆寺跡〔三郷町〕
- 仏塚古墳〔斑鳩町〕
- 畠田古墳〔王寺町〕
- 黒田大塚古墳〔田原本町〕
- 三吉石塚古墳〔広陵町〕
- カンジョ古墳〔高取町〕
- 与楽鑵子塚古墳〔高取町〕
- 紀寺跡〔明日香村〕
- 豊浦寺跡〔明日香村〕
- 龍門寺塔跡〔吉野町〕
- 岡峯古墳〔下市町〕

## 名勝
- 森村家庭園〔橿原市〕

## 天然記念物
- 五色椿（奈良県奈良市）